# L3MBTL
L3MBTL‏ (L3MBTL1, histone methyl-lysine binding protein) هوَ بروتين يُشَفر بواسطة جين L3MBTL في الإنسان.